# Горланов, Сергей Юрьевич
Сергей Юрьевич Горланов (род. 6 июня 1996 года) — российский ориентировщик на лыжах. Заслуженный  мастер спорта  Двукратный Чемпион зимней Универсиады 2019 года, Чемпион Европы 2019 года, двукратный Чемпион мира 2019 года.

## Карьера
Воспитанник хабаровского ориентирования. Мать — Светлана Горланова — мастер спорта по спортивному ориентированию, отец — Юрий Горланов — мастер спорта по лыжным гонкам. До 3 класса занимался плаванием. Тренируется у супругов Митяковых: Елены Александровны и Алексея Яковлевича.
В 2015 и 2016 годах становился победителем Чемпионата мира среди юниоров в эстафете. Серебряный (2013, 2014, 2015) и бронзовый (2014, 2015) призёр первенства мира среди юниоров. Серебряный призёр первенства Европы (2012, 2013). Многократный победитель и призёр первенства России (2013, 2014, 2015).
Бронзовый призёр Чемпионата Европы 2017 года в спринте.
Бронзовый призёр Чемпионата мира 2017 года в Красноярске в дисциплине спринт .
Стал победителями международных соревнований по спортивному ориентированию на лыжах Ski-O Tour 2019 по сумме времени после пяти стартов.
6 февраля 2019 года на Чемпионате Европы в Сарыкамыш в Турции занял 4 место в дисциплине спринт, 7 февраля в смешанной спринтерской эстафете в составе команды Российской Федерации вместе с Аленой Трапезниковой завоевал золотую медаль, 8 февраля на средней дистанции стал третьим, 10 февраля завершил длинную дистанцию на второй позиции, 11 февраля в эстафете в составе команды России вместе с Владиславом Киселёвым и Эдуардом Хренниковым занял второе место.

## Образование
Выпускник Тихоокеанского государственного университета (специальность — «Нефтегазовое дело»).
Студент Дальневосточной Академии Физической Культуры (Магистратура)